# Rosalina Abejo

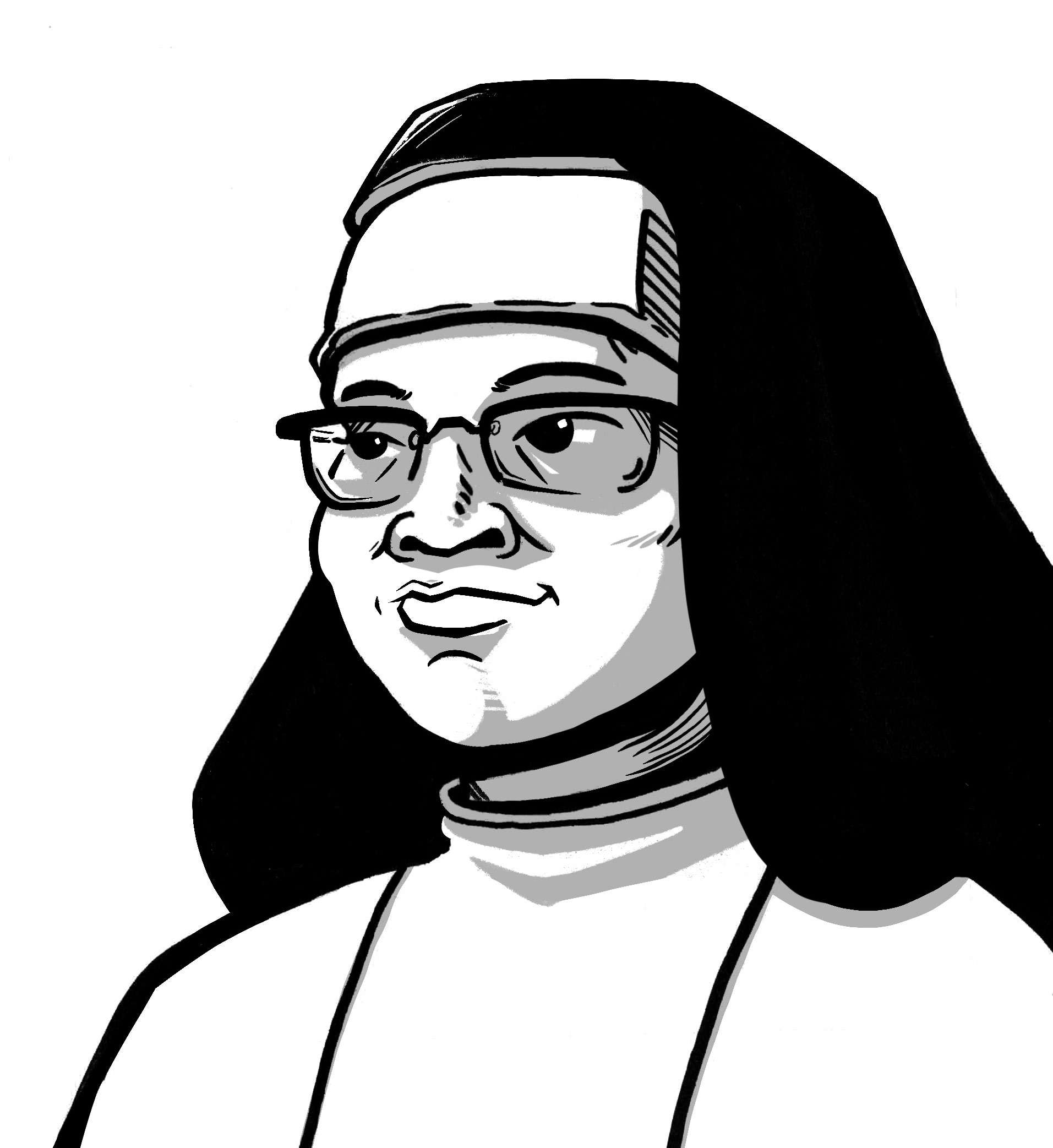
Black and white drawn portrait of Rosalina Abejo.

Rosalina Z. Abejo (Tagoloan, 13 juli 1922 - Fresno, 5 juni 1991) was een Filipijnse componist en musicus.

## Biografie
Rosalina Abejo werd geboren op 13 juli 1922 in Tagoloan in de Filipijnse provincie Misamis Oriental. Haar ouders waren Beatriz Zamarro en Pedro Abejo, een dichter. Rosalina speelde al van jongs af aan piano en kreeg muziekles van twee nonnen. Ze sloot zich op jonge leeftijd aan bij de Congregation of the Religious of the Virgin Mary. Ten tijde van de uitbraak van de Tweede Wereldoorlog speelde ze orgel en piano en was ze dirigent van het koor van de congregatie. Ook gaf ze muziekles en begon ze met het componeren van muziek.
Na de oorlog volgde ze een muziekopleiding. Eerst studeerde ze zes jaar lang muziek aan het St. Scholastica's College. Daar behaalde ze in 1946 haar Associate of Arts-diploma en later ook haar bachelor-diploma. Het was tijdens haar opleiding aan het St. Scholastica's College waar hoogleraar Lucio San Pedro haar talent voor componeren ontdekte en begeleidde. Aansluitend volgde ze een master-opleiding muziek aan de Philippine Women's University. Deze opleiding, waarbij ze onder meer begeleid werd door Lucrecia Kasilag rondde ze in 1957 af. Nadien volgde ze nog vervolgonderwijs aan de Labunski School of Composition in de Amerikaanse staat Ohio, de Eastman School en de Catholic University of America in Washington, DC.
Abejo was decaan van de Lourdes School of Music in Cagayan de Oro en organiseerde en dirigeerde daar een orkest. Later was ze decaan van de School of Music van St. Mary’s College en die van Immaculate Conception College in Davao City. In 1977 emigreerde ze naar de VS waar ze lesgaf aan Kansas University en St Pius-seminarie in Kentucky voor ze verhuisde naar Californië. Abejo componeerde ongeveer 300 werken, waaronder 25 werken voor orkesten. Ook schreef ze pianomuziek, operettes, koormuziek, muziek voor missen en hymnes. Haar muziekstijl is te typeren als neo-klassiek met impressionistische elementen. Naast haar composities schreef ze tevens leerboeken over muziek. Ook was ze actief als dirigent van onder meer het Manila Symphony Orchestra, het Filipino Youth Philharmonic Orchestra, het Manila Concert Orchestra en de University of the Philippine Orchestra.
Abejo werd in 1967 onderscheiden met een Republic Culture Heritage Award en in 1973 met een Philippines’ Independence Day Award.